# Parestola
Parestola is een kevergeslacht uit de familie van de boktorren (Cerambycidae). De wetenschappelijke naam van het geslacht werd voor het eerst geldig gepubliceerd in 1880 door Bates.

## Soorten
Parestola omvat de volgende soorten:
- Parestola hoegei Breuning, 1943
- Parestola zapotensis Bates, 1880